# Hermandad del Mutilado (Málaga)
La Hermandad de la Clemencia, cuyo nombre oficial es Hermandad y Cofradía de Nazarenos del Santísimo Cristo de la Clemencia y Santa María Madre de la Divina Providencia, es una hermandad de culto y procesión malagueña considerada de centro. Previamente, la hermandad se denominaba Cofradía Nacional del Santísimo Cristo Mutilado, la cual perteneció a la Agrupación de Cofradías de Málaga hasta 1996 y procesionó en su Semana Santa hasta 1976.

## Historia

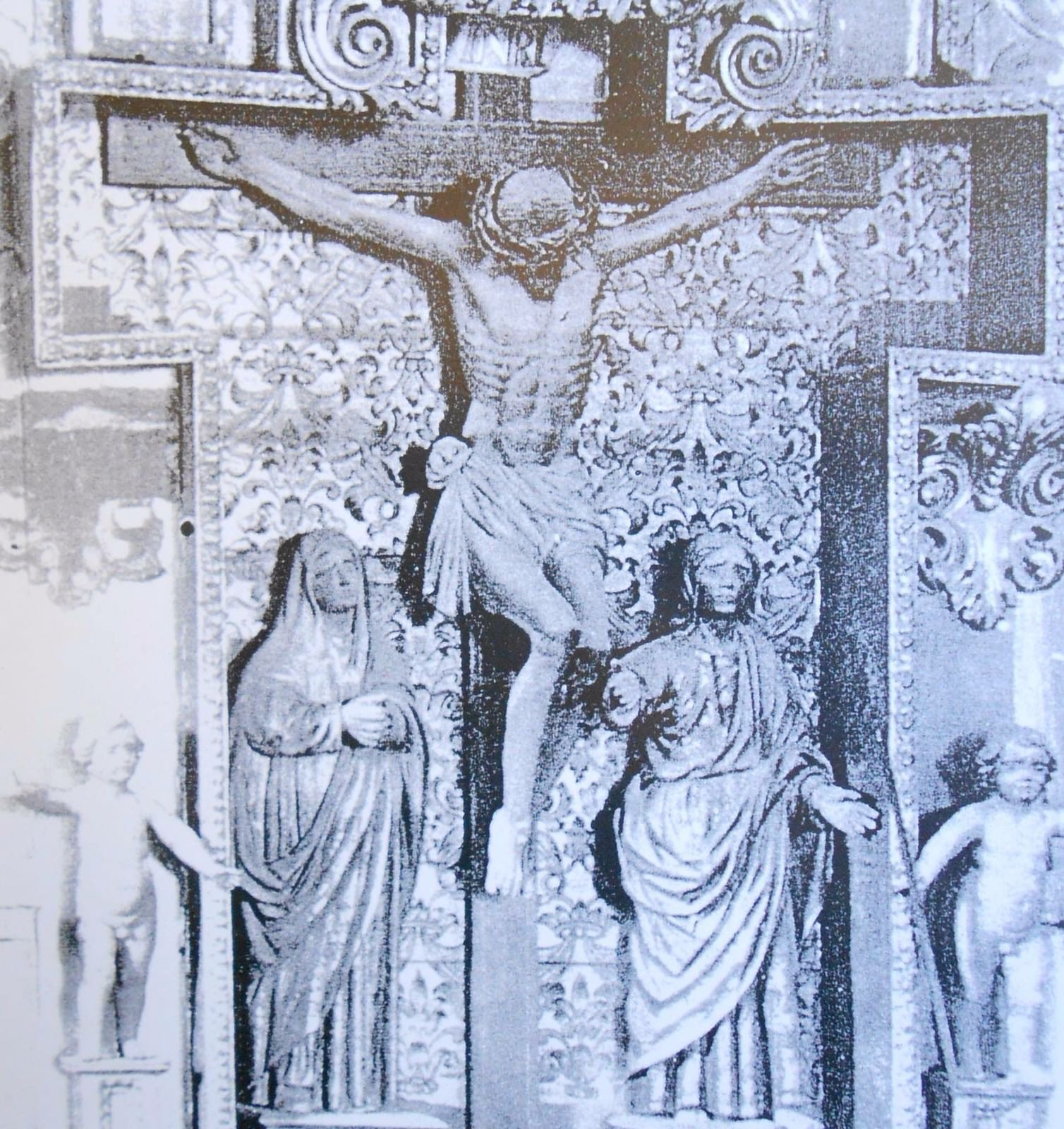
Antiguo Calvario del retablo de la Parroquia de la Iglesia de Santa María del Sagrario (Málaga).

A finales del siglo XVII se le encarga a Jerónimo Gómez de Hermosilla una imagen para presidir el ático del Retablo Mayor de la parroquia del Sagrario de la Catedral, siendo ésta la de un crucificado, la cual permanecerá en dicho lugar hasta el primer tercio del siglo XX. 
Entre julio y septiembre de 1936, la parroquia del Sagrario fue asaltada durante la segunda Quema de Iglesias y Conventos durante el inicio de la Guerra Civil. La imagen pudo salvarse debido a la altura a la que se encontraba, siendo dañadas la pierna derecha y el pie izquierdo.

### Primeros años (1939 - 1976)
La profanada imagen del crucificado fue devotamente recogida por un grupo de caballeros mutilados acordando fundar una "Cofradía de carácter militar, penitencial y procesional". El 16 de febrero de 1939, a iniciativa de Fernando Roldán Andreu, se erigió la Hermandad bajo el título de "Cofradía del Santísimo Cristo Mutilado", teniendo por titular al mencionado Cristo. Fernando Roldán, ofreció la presidencia de la misma al General Millán Astray en los primeros meses del año 1939. Ese mismo año se efectúa la primera salida procesional en la noche del Jueves Santo incorporándose, asimismo, a la Agrupación de Cofradías de Semana Santa de Málaga.
Sin embargo, para poder constituirse como hermandad y rendir culto a la imagen, se tendría que solicitar previamente autorización a la Santa Sede a través del Obispado de Málaga por tratarse de una imagen mutilada. La proposición fue bien acogida por el, entonces, pontífice romano, el Papa Pío XII, dando su aprobación por medio de un documento a la citada institución. 
El primer Jueves Santo del crucificado en las calles de Málaga, fue escoltado por 300 caballeros mutilados, vestidos de uniforme, con el escapulario de la Hermandad y llevando cirios en sus manos. El trono provisional fue elaborado por Adrián Risueño gracias a la donación de maderas por las Casas Taillefer, Alpera y Ojeda. Se componía de un cajillo rectangular de reducidas dimensiones, con sus frentes lisos enmadera oscura de caoba, destacando una cartela en el frontal con el escudo de España. Cuatro blandones de cirios rojos, colocados en las esquinas, completaban el conjunto procesional en el que indiscutiblemente sobresalía la singular y desgarradora imagen del Cristo Mutilado.
Los sones de la banda de cornetas y tambores de la Legión marcaba el paso de los Hermanos. La buena acogida por parte de la Agrupación de Cofradías se hizo patente con la presencia de una presidencia de honor integrada por un mayordomo de cada de una de las Hermandades que salían ese año. En la Hermandad se integraban tanto soldados del ejército republicano como del ejército nacional.
En 1940 se estrena el trono, diseñado por Adrián Risueño y ejecutado por el tallista Andrés Cabello Requena, el cual procesiona hasta 1975. 
Desde su creación hasta la década de los años 70, la Hermandad experimenta un auge continuo, llegando a superar los 15.000 hermanos. La imagen del Cristo Mutilado fue protagonista del cartel de la Semana Santa de Málaga en los años 1953, 1968 y 1976.
El Jueves Santo del año 1976 la imagen procesionó por última vez en una andas provisionales de madera de caoba con dos grandes faroles de forja.

### Ostracismo y culto interno (1976 - 2016)
Desde su última salida en 1976 hasta 1992, el Crucificado de Gómez de Hermosilla se mantendría en culto interno en su sede de la iglesia del Sagrario de la Catedral.
Desde febrero de 1992 hasta marzo de 1995, debido a la realización de obras en la iglesia del Sagrario, el Santísimo Cristo Mutilado es trasladado a la Iglesia de los Santos Mártires. Durante estos tres años, la Hermandad realiza un Viacrucis por la feligresía de la parroquia. 
Tras su regreso a la catedral, el Viacrucis pasó a realizarse por la feligresía de la misma, y al entrar los años 2000, por las naves catedralicias, primero el Jueves Santo y luego el Viernes Santo.
Entre tanto, en el año 1996 se produjo la desagrupación del Mutilado de la Agrupación de Cofradías. Esta medida se debió a que, en los nuevos estatutos de la Agrupación redactados en aquel entonces, se estableció que "una hermandad quedará desagrupada si lleva cinco años sin salir en procesión sin que haya una causa justificada".

### Vuelta al culto externo (2016 - actualidad)

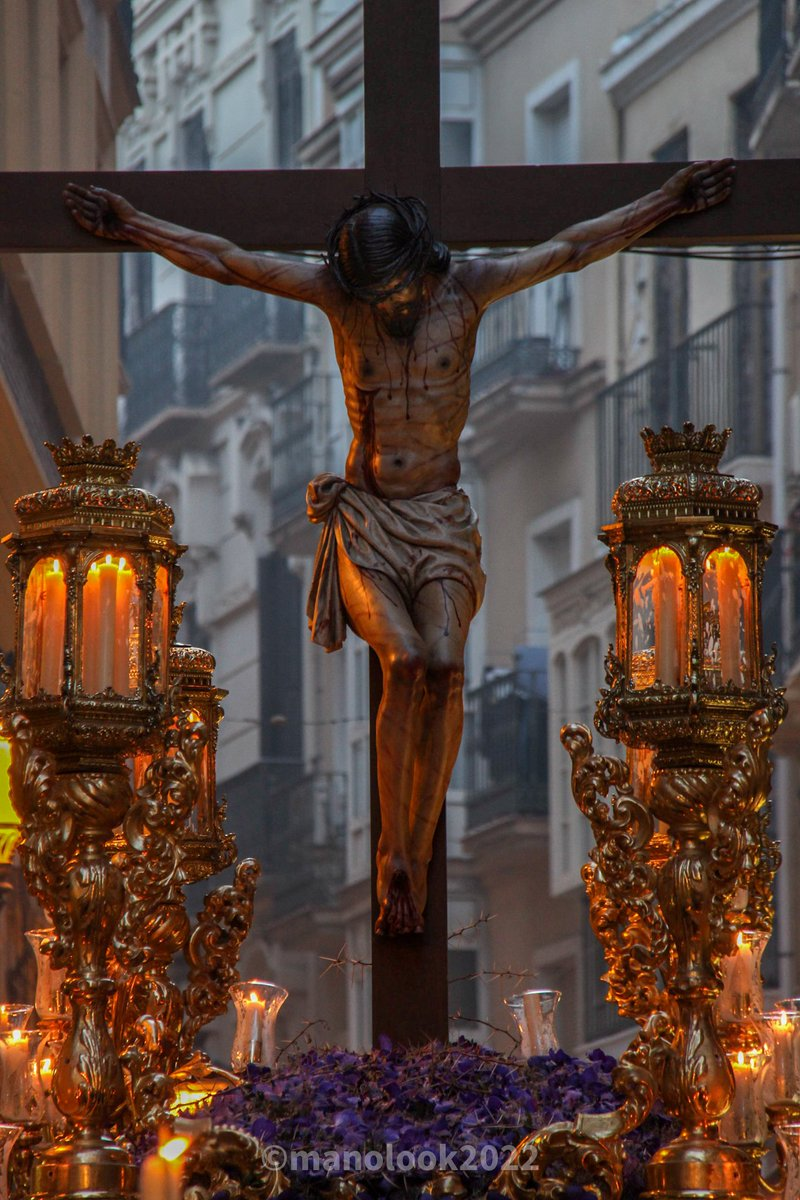
Santísimo Cristo de la Clemencia en su trono, el Sábado de Pasión.

En marzo de 2016 se incorpora a la Cofradía una Titular Mariana, la Imagen de María Santísima bajo la advocación de Santa María Madre de la Divina Providencia. 
El jueves 1 de febrero de 2018, se aprueba en Cabildo la restauración del Santísimo Cristo Mutilado. En el cabildo, participa como especialista el Dr. Antonio Rafael Fernández Paradas, profesor de la Universidad de Granada. La intervención en la imagen se aprueba por 44 votos a favor, 8 en contra y dos contabilizados como nulos. 
La junta de Andalucía, por medio de la concejalía de Cultura y la Delegación Territorial en Málaga, solicita dos Informes para la intervención del crucificado. Dichos informes fueron realizados por el Dr. Juan Manuel Miñarro de la Universidad de Sevilla, y Dr. Antonio Rafael Fernández Paradas, de la Universidad de Granada. El Dr. Antonio Rafael Fernández Paradas, firma su informe con fecha de 22 de enero de 2018. 
En fecha 5 de junio de 2018, tuvo entrada en la Delegación Territorial oficio del Obispado de Málaga en relación con la propuesta de conservación, restauración y proyecto de intervención para la restitución de las estructuras anatómicas perdidas del Santísimo Cristo Mutilado de Málaga. Se incluyen los informes de los dos especialistas mencionados. 
Con fecha de 5 de diciembre de 2018, la junta de Andalucía, por medio de la concejalía de Cultura, realizó un requerimiento (expediente: 305/18 UPPH/vit), a la Hermandad del Santísimo Cristo Mutilado, firmado por Guillermo López Reche, jefe de Servicio de Bienes Culturales. Dicho requerimiento recoge el informe titulado “Informe de valoración Técnica de la propuesta de conservación y restauración y proyecto de intervención para la imagen del Cristo Mutilado de Málaga”, realizado por el Instituto Andaluz de Patrimonio Histórico y fechado el 19 de octubre de 2018. El Dr. Antonio Rafael Fernández Paradas, da contestación por escrito a dicho requerimiento. 
Los informes realizados por el Dr. Antonio Rafael Fernández Paradas, y las contestaciones al requerimiento, junto con informe presentado por el Dr. Juan Manuel Miñarro, permitieron la restauración de la imagen, con las autorizaciones pertinentes de la Junta de Andalucía, Consejería de Educación, Cultura y Deportes, y de la Comisión Permanentes del Consejo de Asuntos Económicos de la diócesis de Málaga, constando con el visto bueno del arciprestazgo y del director del Departamento de Patrimonio.

El Cristo Mutilado fue retirado del culto para ser sometido a un proceso de restauración por parte del profesor Juan Manuel Miñarro López, en Sevilla, mediante la cual se recobraría su aspecto original. La restauración consistió en una limpieza, consolidación y reintegración de la policromía y la restitución de las extremidades mediante un escaneo 3D. También se solventaron los problemas de estructura internos que padecía la imagen.
En 2020 la Virgen de la Divina Providencia es trasladada al convento de las Hermanas de la Cruz por el cierre de la iglesia del Sagrario por restauración. A finales de septiembre de ese mismo año se aprueba en cabildo la nueva advocación del Cristo, siendo esta la de "Clemencia". El 4 de octubre de 2020 se presenta en la Santa Iglesia Catedral la imagen del Santísimo Cristo de la Clemencia tras su proceso de restauración.
Tras varios años de reforma interna de la hermandad, en octubre de 2021 el Obispado de Málaga aprobaría los nuevos estatutos que establecían cultos a ambos titulares así como la salida procesional de estos el Sábado de Pasión. Así, en la tarde del Sábado de Pasión de 2022, la hermandad realizó su primera estación de penitencia a la Santa Iglesia Catedral después de 46 años sin realizar culto externo. Esta salida se realizó desde la iglesia del Sagrado Corazón y únicamente con el titular cristífero siendo acompañando por la Banda de Cornetas y Tambores del Paso y la Esperanza.
El 10 de febrero de 2023, la Hermandad realizó un traslado extraordinario con motivo del cambio temporal de Sede Canónica de la parroquia del Sagrario de la Catedral a la Iglesia del Sagrado Corazón de Jesús. La Virgen de la Divina Providencia pisaría por vez primera las calles de Málaga, siendo esta acompañada por la Banda de Música Maestro Eloy García de la Archicofradía de la Expiración.

## Imágenes

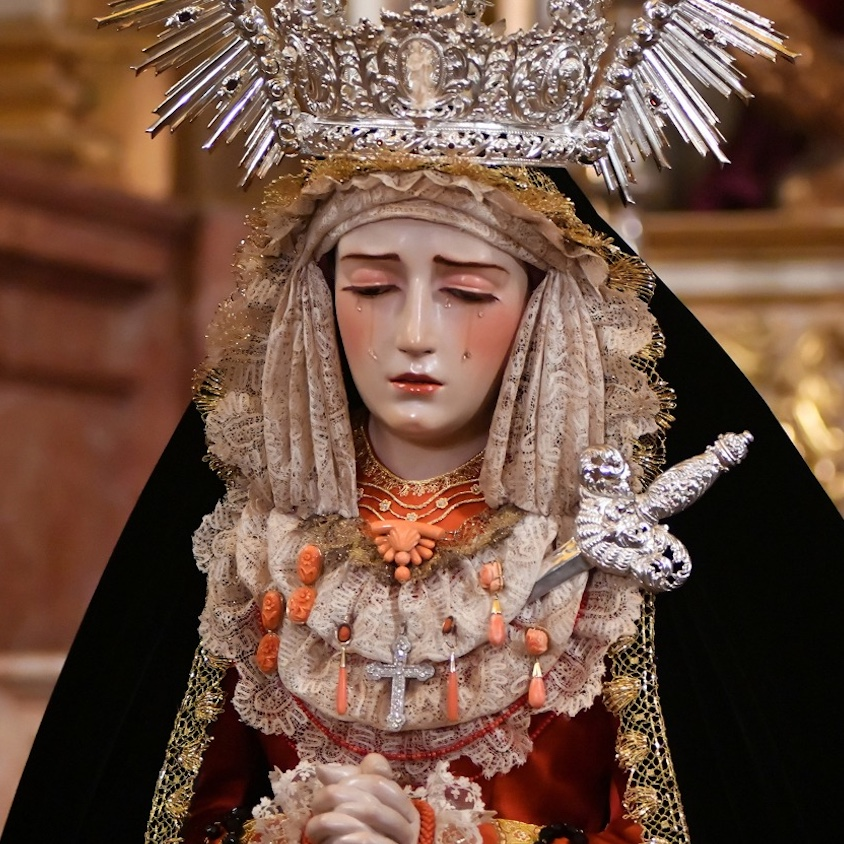
Santa María Madre de la Divina Providencia, atribuida al escultor Antonio del Castillo (h. 1695).

### Santísimo Cristo de la Clemencia
Cristo Crucificado muerto (h. 1678-1716), del escultor granadino afincado en Málaga, Jerónimo Gómez de Hermosilla, restaurado por Juan Manuel Miñarro López de 2019 a 2020. Para dicha restauración, fueron necesario los informes del Dr. Miñarrro, como restaurador, y del Dr. Antonio Rafael Fernández Paradas, como historiador del arte. Presenta una rica policromía, con una tez pálida, matizada con tonos amoratados, y con profusión de regueros de sangre.

### Santa María Madre de la Divina Providencia
Dolorosa de candelero anónima de finales del siglo XVII (h. 1695), atribuida con fundamento al escultor barroco antequerano Antonio del Castillo, restaurada por Enrique Gutiérrez Carrasquilla. La imagen presenta las manos entrelazadas y una policromía anacarada propia de la época. Pertenecía al Convento de la Aurora y la Divina Providencia de Málaga.

## Insignias
El escudo o insignia actual de la hermandad fue diseñado por el bordador Joaquín Salcedo. Este se compone de un blasón con un jarrón de cinco azucenas sobre campo azur rodeado por elementos ornamentales. Además, el timbre se compone de una custodia con la inscripción JHS coronada por la tiara pontificia y las llaves de San Pedro.
Previamente, el escudo de la hermandad integraba distintos elementos de corte franquista. El escudo se componía de un blasón con la cruz de Borgoña sobre el que superponía la silueta del propio cristo y con la inscripción «Mutilado de guerra por la patria» en la bordura. Además, el blasón estaba rodeado del águila de San Juan con la divisa «Una, Grande y Libre» y rematado en la parte inferior por el yugo, el haz de flechas y el nudo gordiano.

## Patrimonio musical
Banda de Música:
- Credo del Mutilado, Perfecto Artola Prats (1962)
- Virgen de la Divina Providencia, Miguel Pérez Díaz (2019)
- Cristo de la Clemencia, Miguel Pérez Díaz (2020)

Música sacra
- Via Crucis, Arturo Díez Boscovich

## Curiosidades
En 2022 la Hermandad realizó por primera vez en la historia estación de penitencia en la catedral.
Su sede canónica es la parroquia del Sagrario de la Catedral, pero por motivos de restauración actualmente se encuentra establecida en la parroquia del Sagrado Corazón de Jesús de la Compañía Jesuita.